# Wilhelm Karl Rust
Wilhelm Karl Rust (* 29. April 1787 in Dessau; † 18. April 1855 ebenda) war ein deutscher Pianist und Organist. 

## Leben
Wilhelm Karl Rust war ein Sohn des Geigers und Komponisten Friedrich Wilhelm Rust. Er galt als Wunderkind und trat bereits im Alter von zehn Jahren öffentlich auf. Rust studierte von 1805 bis 1806 Philosophie in Halle (Saale). 1807 kam er nach Wien, wo er bei der Pianistin Dorothea von Ertmann verkehrte und Maximiliane Brentano, die hochbegabte Tochter von Beethovens Freundin Antonie Brentano unterrichtete. Auf diese Weise lernte er auch Beethoven selbst kennen, der sich sehr positiv über Rusts Klavierspiel äußerte. Über seine Begegnungen mit dem Komponisten schrieb er mehrere Briefe an seine Dessauer Verwandten. Von 1819 bis 1827 war Rust als Organist in der Reformierten Stadtkirche in Wien angestellt.
Zu seinen Schülern zählte sein Neffe Wilhelm Rust.